# Sta passando novembre
Sta passando novembre è un brano musicale scritto da Eros Ramazzotti, pubblicato come singolo nel 2005. La canzone è ispirata a un fatto di cronaca: una ragazza di 20 anni che si è tolta la vita buttandosi sotto un treno. La canzone ipotizza un tentativo da parte di Eros Ramazzotti di aiutarla; che sarebbe stato inutile, perché lei idealizzava un mondo tutto suo e non è riuscita a vivere in quello reale. Ripubblicato nel 2007 in spagnolo duettata Esta Pasando Noviembre (Featuring Amaia From La Oreja De Van Gogh).

## Video musicale
Il video di Sta passando novembre ha un'ambientazione animata: il protagonista è un uomo che viaggia per raggiungere una montagna (probabilmente l'Everest) per lanciare il suo pegno d'amore nel cielo: un cuore custodito in una gabbia d'oro che prende il volo con un paio di ali.

## Tracce
1. Sta passando novembre – 4:11